# Симпліційна гомологія
В алгебричній топології симпліційна гомологія формалізує уявлення про кількість пустот даного виміру у симпліційному комплексі. У випадку розмірності 0 симпліційна гомологія визначає кількість компонент зв'язності у симпліційному комплексі.
Симпліційна гомологія виникла як спосіб вивчення топологічних просторів , будівельними блоками яких є n-симплекси , n-вимірні аналоги трикутників. Сюди входять точка (0-симплекс), відрізок лінії (1-симплекс), трикутник (2-симплекс) і тетраедр (3-симплекс). За означенням, такий простір є гомеоморфним  симпліційному комплексу (точніше, геометричній реалізації абстрактного симпліційного комплексу). Такий гомеоморфізм називають триангуляцією даного простору. Багато важливих топологічних просторів можна триангулювати, зокрема усі гладкі многовиди (Кернс та Уайтхед ).
Важливим є факт, що симпліційна гомологія залежить лише від топологічного простору, а не конкретної триангуляції. Як результат це дає спосіб відрізнити один простір від іншого.
Сингулярна гомологія — споріднена теорія, яка краще адаптується до теорії, а не до обчислення. Сингулярна гомологія визначена для всіх топологічних просторів і очевидно залежить лише від топології, а не будь-якої триангуляції. Сингулярна гомологія є рівною симпліційній для просторів, які можна триагулювати. Тим не менше, оскільки можна просто та ефективно обчислити симпліційну гомологію симпліційного комплексу, симпліційна гомологія стала важливою для застосувань, наприклад, у аналізі зображень та аналізі даних загалом.

## Означення
Ключовим поняттям у означенні симпліційної гомології є поняття орієнтації симплекса. За означенням орієнтація k-симплекса задається впорядкуванням вершин, записаних як [v0,...,vk], з правилом, що два впорядкування визначають одну і ту ж орієнтацію, якщо і тільки якщо вони відрізняються парною перестановкою. Таким чином, кожен симплекс має рівно дві орієнтації, а зміна порядку двох вершин змінює орієнтацію на протилежну. Наприклад, вибір орієнтації 1-симплекса означає вибір одного з двох можливих напрямків, а вибір орієнтації 2-симплекса означає вибір того, що має означати "проти годинникової стрілки".
Нехай S — симпліційний комплекс. Симпліційним k-ланцюгом називається скінченна формальна сума
{\displaystyle \sum _{i=1}^{N}c_{i}\sigma _{i},}
де кожне ci є цілим числом, а σi — орієнтованим k-симплексом. При цьому вважається, що кожен орієнтований симплекс дорівнює симплексу з протилежною орієнтацією із знаком мінус. Наприклад,
{\displaystyle [v_{0},v_{1}]=-[v_{1},v_{0}].}
Група k-ланцюгів на S записується як Ck.  Вона є вільною абелевою групою, базисом якої є множина k-симплексів у S. При цьому потрібно вибрати орієнтацію кожного симплекса. Одним із стандартних способів цього є вибір упорядкування всіх вершин і надання кожному симплексу орієнтації, що відповідає індукованому впорядкуванню його вершин.
Нехай σ = [v0,...,vk] — орієнтований k-симплекс, що розглядається як базисний елемент Ck. Граничним оператором
{\displaystyle \partial _{k}:C_{k}\rightarrow C_{k-1}}
називається гомоморфізм рівний за означенням:
{\displaystyle \partial _{k}(\sigma )=\sum _{i=0}^{k}(-1)^{i}[v_{0},\dots ,{\widehat {v_{i}}},\dots ,v_{k}],}
де орієнтований симплекс
{\displaystyle [v_{0},\dots ,{\widehat {v_{i}}},\dots ,v_{k}]}
є i-ою гранню симплекса σ, отриманою шляхом видалення її i-ї вершини.
В групі {\displaystyle C_{k}} — елементи підгрупи
{\displaystyle Z_{k}=\ker \partial _{k}}
називаються циклами, а елементи підгрупи
{\displaystyle B_{k}=\operatorname {im} \partial _{k+1}}
границями.
Пряме обчислення показує, що ∂2 = 0. З геометричної точки зору це означає, що, що границя чого-небудь не має границі. Еквівалентно абелеві групи
{\displaystyle (C_{k},\partial _{k})}
утворюють ланцюговий комплекс. Іншим еквівалентним твердженням є те, що {\displaystyle B_{k}} є підмножиною  {\displaystyle Z_{k}}.
Група гомології порядку k для простору S (позначається як {\displaystyle H_{k}(S)}) за означенням є факторгрупою
{\displaystyle H_{k}(S)=Z_{k}/B_{k}\,.}
Зокрема {\displaystyle H_{k}(S)} є ненульовою тоді, коли на S є k-цикли, які не є границями. У певному сенсі це означає, що в комплексі є k-вимірні пустоти. 
Наприклад, розглянемо простір S, отриманий склеюванням двох границь трикутників уздовж однієї сторони. Сторони кожного трикутника можна орієнтувати так, щоб утворився цикл. Ці два цикли за побудовою не є границями (оскільки кожен 2-ланцюг є рівним нулю). Можна обчислити, що група гомології {\displaystyle H_{2}(S)} є ізоморфною {\displaystyle \mathbb {Z} ^{2},} і базовими елементами є два згадані цикли. Цей результат можна вважати чіткою формалізацією твердження про те, що у S є дві "одновимірні діри".
Загалом ранг k-ї групи гомології, тобто число
{\displaystyle \beta _{k}=\operatorname {rank} (H_{k}(S))}
називається k-м числом Бетті простору S. Він в певному сенсі є мірою кількості k-вимірних пустот у S.

## Приклад
Нехай S — границя трикутника, що розглядається як симпліційний комплекс. Таким чином, S має три вершини  {\displaystyle v_{0},v_{1},v_{2}} і три ребра, які є одновимірними симплексами. Для обчислення гомологічних груп простору S почнемо з опису ланцюгових груп {\displaystyle C_{k}}. А саме, {\displaystyle C_{0}} є ізоморфною {\displaystyle \mathbb {Z} ^{3}} з породжуючою множиною {\displaystyle [v_{0}],[v_{1}],[v_{2}],\ } а {\displaystyle C_{1}} є ізоморфною {\displaystyle \mathbb {Z} ^{3}} і базисними елементами є орієнтовані 1-симплекси {\displaystyle [v_{0},v_{1}],[v_{0},v_{2}]} і {\displaystyle [v_{1},v_{2}].} Ланцюгові групи розмірності 2 і більше є тривіальними.
Граничний гомоморфізм ∂: C1 → C0 задається як:
{\displaystyle \partial [v_{0},v_{1}]=[v_{1}]-[v_{0}]}
{\displaystyle \partial [v_{0},v_{2}]=[v_{2}]-[v_{0}]}
{\displaystyle \partial [v_{1},v_{2}]=[v_{2}]-[v_{1}]}
Оскільки група {\displaystyle C_{-1}} є тривіальною, кожен 0-ланцюг є циклом (тобто {\displaystyle Z_{0}=C_{0}}). Натомість підгрупа 0-границь породжується трьома елементами праворуч цих рівнянь, утворюючи двовимірну підгрупу у {\displaystyle C_{0}}. Отже, 0-група гомології {\displaystyle H_{0}(S)=Z_{0}/B_{0}\,} є ізоморфною {\displaystyle \mathbb {Z} }, де базовим елементом можна взяти, наприклад 0-цикл {\displaystyle [v_{0}].}
Група 1-циклів є ядром гомоморфізму ∂, яке є ізоморфним Z , з базовим елементом (наприклад) {\displaystyle [v_{0},v_{1}]-[v_{0},v_{2}]+[v_{1},v_{2}].} (Зображення показує, що цей 1-цикл обходить навколо трикутника в одному з двох можливих напрямків.) Оскільки {\displaystyle C_{2}=0,} то підгрупа 1-границь є тривіальною, і тому гомологічна група {\displaystyle H_{1}(S)\,} є ізоморфною {\displaystyle \mathbb {Z} }.  
Групи гомологій {\displaystyle H_{i}(S)\,} для i, що не дорівнює 0 або 1 є тривіальними.

## Симпліційні відображення
Нехай S і T — симпліційні комплекси. Симпліційним відображенням f із S у T називається функція із множини вершин комплекса S у множину вершин комплекса T, така що образ множини вершин будь-якого симплекса в S є множина вершин симплекса у T. Симпліційне відображення f: S → T задає гомоморфізм груп гомології Hk(S) → Hk(T) для кожного цілого k. Цей гомоморфізм, пов'язаний із ланцюговим відображенням із ланцюгового комплексу S у ланцюговий комплекс T. Явно це ланцюгове відображення задається на k-ланцюгах як
{\displaystyle f((v_{0},\ldots ,v_{k}))=(f(v_{0}),\ldots ,f(v_{k}))}
якщо f(v0), ..., f(vk) є різними вершинами у T і f((v0, ..., vk)) = 0 в іншому випадку.
Ця конструкція робить симпліційну гомологію функтором із категорії симпліційних комплексів у категорію абелевих груп. Це важливо для застосувань теорії, включаючи теорему Брауера про нерухому точку та топологічну інваріантність симпліційної гомології.

## Застосування в інформатиці
Стандартними даними у багатьох комп'ютерних програмах є набір точок (вимірювання, темні пікселі в бітовій карті тощо), в яких необхідно знайти топологічну особливість. Гомологія може бути інструментом пошуку такої ознаки, оскільки вона легко піддається обчисленню на основі комбінаторних даних, таких як симпліційний комплекс. Однак спершу необхідно здійснити триангуляцію, тобто дані замінюють симпліційним наближенням. Розрахунок симпліційної гомології включає аналіз гомології при різних розширеннях і реєстрацію класів гомології, які зберігаються при зміні роздільної здатності. Такі особливості можна використовувати для виявлення структур молекул, пухлин на рентгенограмах та кластерних структур у складних даних.
Більш загально, симпліційна гомологія відіграє центральну роль в топологічному аналізі даних, техніці в галузі аналізу даних.

### Імплементація обчислювальних методів
- На цьому вебсайті доступний пакет Plex (Vin de Silva , Gunnar Carlsson), набір інструментів MATLAB для обчислення симпліційної гомології.
- Автономні реалізації в C++ доступні як частина програмних проектів Perseus [Архівовано 30 листопада 2020 у Wayback Machine.] і Dionysus [Архівовано 13 травня 2020 у Wayback Machine.].